# Филип Лудвиг I (Вид)
Филип Лудвиг I фон Вид (на немски: Philipp Ludwig I zu Wied; * ок. 1580; † 2 август 1633) е граф на Графство Вид-Рункел.
Той е най-малкият син на Херман I фон Вид († 1591), граф на „горното графство Вид“, и съпругата му графиня Валпурга фон Бентхайм-Щайнфурт (1555 – 1628), дъщеря на граф Ебервин III фон Бентхайм-Щайнфурт и Анна фон Текленбург-Шверин. Внук е на граф Йохан IV фон Вид-Рункел († 1581) и графиня Катарина фон Ханау-Мюнценберг (1525 – 1593).
Брат е на Йохан Вилхелм „Стари“ († 1633), 1584 – 1595 граф на Вид 1595 г. граф на „долното графство Вид“, Херман II († 1631), 1613 г. граф на „горното графство Вид“, и Йохан Казимир († 1595), каноник в Страсбург. Чичо е на граф Фридрих III фон Вид (1618 – 1698), синът на Херман II.
През 1595 г. графството Вид се разделя от род Рункел на Горен и Долен Вид. През 1640 г. графството се разделя отново.
Филип Лудвиг I се жени на 11 март 1616 г. във Вайлбург за графиня Ернеста фон Насау-Вайлбург (* 24 март 1584; † 20 октомври 1665 в Идщайн), най-малката дъщеря на граф Албрехт фон Насау-Вайлбург-Отвайлер (1537 – 1593) и графиня Анна фон Насау-Диленбург (1541 – 1616). Бракът е бездетен.
Той умира на 2 август 1633 г. и е погребан в църквата в Идщайн.